# Lega dipartimentale di Áncash
La lega dipartimentale di Áncash è una delle 25 leghe dipartimentali della Copa Perú, che costituiscono la quinta divisione del campionato peruviano di calcio. È organizzata dalla FPF, la federazione calcistica peruviana.

## Storia
La Liga Departamental di Áncash è stata fondata l'11 gennaio 1975.

## Albo d'oro
| Anno | Campione            | Città         |
| ---- | ------------------- | ------------- |
| 1966 | América Samanco     | Samanco       |
| 1967 | José Gálvez         | Chimbote      |
| 1968 | Juventud Bolívar    | Casma         |
| 1969 | José Gálvez         | Chimbote      |
| 1970 | José Gálvez         | Chimbote      |
| 1971 | Dep. Sogesa (*)     | Chimbote      |
| 1972 | Dep. Sider Perú     | Chimbote      |
| 1973 | Dep. Sider Perú     | Chimbote      |
| 1974 | Dep. Sider Perú     | Chimbote      |
| 1975 | José Gálvez         | Chimbote      |
| 1976 | FBC Hidroeléctrica  | Huallanca     |
| 1977 | José Gálvez         | Chimbote      |
| 1978 | Sport San Cristóbal | Moro          |
| 1979 | José Gálvez         | Chimbote      |
| 1980 | José Gálvez         | Chimbote      |
| 1981 | Sport Áncash        | Huaraz        |
| 1982 | Dep. Copes          | Coishco       |
| 1983 | Dep. Sider Perú     | Chimbote      |
| 1984 | Cultural Casma      | Casma         |
| 1985 | Dep. Sider Perú     | Chimbote      |
| 1986 | Dep. Belén          | Huaraz        |
| 1987 | Sport Áncash        | Huaraz        |
| 1988 | Cultural Casma      | Casma         |
| 1989 | Defensor Nicrupampa | Independencia |
| 1990 | Ovación Sipesa      | Chimbote      |
| 1991 | Unión Juventud      | Chimbote      |
| 1992 | Sport Áncash        | Huaraz        |
| 1993 | José Gálvez         | Chimbote      |
| 1994 | Pesca Perú          | Huarmey       |

| Anno | Campione            | Città         |
| ---- | ------------------- | ------------- |
| 1995 | José Gálvez         | Chimbote      |
| 1996 | José Gálvez         | Chimbote      |
| 1997 | Unión Florida       | Chimbote      |
| 1998 | Sport Áncash        | Huaraz        |
| 1999 | Sport Áncash        | Huaraz        |
| 2000 | Sport Áncash        | Huaraz        |
| 2001 | José Gálvez         | Chimbote      |
| 2002 | José Gálvez         | Chimbote      |
| 2003 | José Gálvez         | Chimbote      |
| 2004 | Sport Áncash        | Huaraz        |
| 2005 | José Gálvez         | Chimbote      |
| 2006 | Academia Sipesa     | Nvo. Chimbote |
| 2007 | Academia Sipesa     | Nvo. Chimbote |
| 2008 | Amenaza Verde       | Independencia |
| 2009 | Dep. Ramón Castilla | San Luis      |
| 2010 | Dep. La Victoria    | Huarmey       |
| 2011 | Univ. San Pedro     | Chimbote      |
| 2012 | Unión Juventud      | Chimbote      |
| 2013 | Univ. San Pedro     | Chimbote      |
| 2014 | Sport Rosario       | Huaraz        |
| 2015 | Sport Áncash        | Huaraz        |
| 2016 | Sport Rosario       | Huaraz        |
| 2017 | José Gálvez         | Chimbote      |
| 2018 | Sport Áncash        | Huaraz        |
| 2019 | José Gálvez         | Chimbote      |
| 2022 | San Andrés de Runtu | San Marcos    |
| 2023 | San Marcos          | San Marcos    |
| 2024 |                     |               |

- Dep. Sogesa cambia nome in Dep. Sider Perú

### Titoli per club
| Squadre                             | Titoli |
| ----------------------------------- | ------ |
| José Gálvez                         | 16     |
| Sport Áncash                        | 9      |
| Dep. Sider Perú (*)                 | 6      |
| Sp. Rosario                         | 2      |
| Univ. San Pedro (U.S.P.) (Chimbote) | 2      |
| Unión Juventud                      | 2      |
| Academia Sipesa (Nvo. Chimbote)     | 2      |
| Cultural Casma                      | 2      |
| Dep. La Victoria (Huarmey)          | 1      |
| Ramón Castilla                      | 1      |
| Amenaza Verde (Independencia)       | 1      |
| Unión Florida                       | 1      |
| Pesca Perú                          | 1      |
| Ovación Sipesa                      | 1      |
| Defensor Nicrupampa (Independencia) | 1      |
| Dep. Belén                          | 1      |
| Dep. Copes (Coischco)               | 1      |
| San Cristóbal                       | 1      |
| Electro Perú                        | 1      |
| Juventud Bolívar                    | 1      |
| América Samanco                     | 1      |
| San Andrés de Runtu                 | 1      |
| San Marcos (Huari)                  | 1      |